# Anna Jabłońska
Anna Monika Jabłońska (ur. 1972 w Opocznie) – polska historyk, doktor habilitowany nauk humanistycznych.
W 1996 ukończyła studia z zakresu historii na Uniwersytecie Łódzkim. Jej praca magisterska napisana pod kierunkiem Jana Szymczaka dotyczyła muzyki i muzyków w polskim średniowieczu. Rozprawę doktorską pt. Kapituła uniejowska do początku XVI wieku obroniła w 2000 na Wydziale Filozoficzno-Historycznym macierzystej uczelni. Stopień naukowy doktora habilitowanego uzyskała w 2014 na Uniwersytecie Jana Kochanowskiego w Kielcach w oparciu o pracę Funkcje społeczne parafii archidiakonatu gnieźnieńskiego w XVII wieku. Zawodowo związana jest z kielecką uczelnią od 2001 – początkowo z Instytutem Edukacji Muzycznej na Wydziale Pedagogicznym i Nauk o Zdrowiu i od 2003 z Instytutem Historii na Wydziale Humanistycznym. Specjalizuje się w historii średniowiecznej i nowożytnej Polski.

## Wybrane publikacje
- Kapituła uniejowska do początku XVI wieku, Kielce 2005
- Funkcje społeczne parafii archidiakonatu gnieźnieńskiego w XVII wieku, Kielce 2013